# Yeh Dillagi
Yeh Dillagi è un film indiano del 1994 diretto da Naresh Malhotra e prodotto da Yash Chopra. È l'adattamento in lingua hindi del film del 1954 Sabrina con Audrey Hepburn. Protagonisti del film sono Akshay Kumar, Kajol e Saif Ali Khan. Il film è stato un grande successo nel 1994 ed Akshay Kumar e Kajol furono nominati, rispettivamente come miglior attore e migliore attrice ai Filmfare Awards.